# André Moritz
André Moritz, de son nom complet André Francisco Moritz (né le 6 août 1986 à Florianópolis) est un footballeur brésilien. Il évolue au poste de milieu offensif.

## Biographie

### Début dans le football en salle
André Moritz a commencé sa carrière de footballeur en futsal. À l'âge de 5 ans, il jouait déjà dans la catégorie junior pour le Clube Seis de Janeiro à Florianópolis en 1992. À partir de 1994, André a rejoint l'équipe d'Astel à Florianópolis, où il est resté jusqu'en 1999, période durant laquelle il a remporté plusieurs titres de champion de la ville et de l'État de Santa Catarina. En 2000 et 2001, il a rejoint l'Associação Colegial, également à Florianópolis, où il a de nouveau remporté le titre de champion régional de futsal.